# Xylopia amazonica
Xylopia amazonica este o specie de plante angiosperme din genul Xylopia, familia Annonaceae, descrisă de Robert Elias Fries. Conform Catalogue of Life specia Xylopia amazonica nu are subspecii cunoscute.